# Tuhundra tingslag
 Tuhundra tingslag var ett tingslag i Västmanlands län i Västmanlands södra domsaga.    
Tingslaget uppgick 1894 i Tuhundra, Siende och Yttertjurbo tingslag.

## Ingående områden

### Socknarna i häraderna
- Tuhundra härad